# 情報科学技術協会
一般社団法人 情報科学技術協会（じょうほうかがくぎじゅつきょうかい、英語名称：Information Science and Technology Association, Japan、略称：INFOSTA〈インフォスタ〉）は、日本の情報科学・技術分野における業界団体・学術団体である。データベースの利活用や情報検索技術、情報管理の理論と実践について調査研究し、その成果の普及を図ることを目的に活動しており、情報専門家（インフォプロ）に自己研鑽と交流の場を提供している。1950年に前身団体であるUDC協会が発足し、1986年から現名称で活動している。事務所は東京都中央区に置かれ、2012年に一般社団法人として登記された。

## 基本情報
- 正式名称：一般社団法人 情報科学技術協会（INFOSTA）
- 設立：1950年9月（前身の発足年）／1986年6月（「情報科学技術協会」への改称年）
- 所在地：東京都中央区（※2025年3月現在）
- 目的：情報の生産・管理・利用に関する理論および技術の調査・研究開発とその普及
- 主な活動：学術誌『情報の科学と技術』の刊行、情報検索能力認定試験（検索技術者検定）の実施、セミナー・シンポジウム開催、国際規格策定への参画　など

## 歴史
設立の経緯：情報科学技術協会の源流は1950年3月に発足した「UDC研究会」に遡る。同年9月25日にUDC協会（国際十進分類法協会）が創立総会を開き、初代会長に八木秀次が選出された。同協会は国際ドクメンテーション連盟（The International Federation for Information and Documentation (FID)）に加盟し、国際的な情報組織化活動に参画した。1958年9月には組織名を日本ドクメンテーション協会（Documentation Society of Japan）に改称し、会誌名も「UDC Information」から「ドクメンテーション研究」に変更した。その後、情報の分類法や検索技術の発展に伴い、1980年代にさらなる組織拡充が図られた。
「情報科学技術協会」への改組：1986年6月、日本ドクメンテーション協会は名称を現在の情報科学技術協会（INFOSTA）に変更した。これにより、伝統的なドキュメンテーション（文書管理）中心の活動から、データベースやオンライン情報検索など新しい情報技術を包含する体制へと転換した。前後して、1985年11月には第1回「データベース検索技術者認定試験」（後の検索技術者検定2級）を実施し、1986年11月には上級資格となる1級試験も開始された。1987年1月には機関誌の名称を『情報の科学と技術』と改め、同年6月に関西委員会（後の西日本委員会）を発足させるなど、組織基盤の強化と全国展開が進められた。
主要な出来事と発展：1989年8月には、同協会が実施する検索技術者認定試験（当時）が科学技術庁から正式に認定を受け、情報検索スキルの社会的な価値が政府にも認められた。2004年には国立研究開発法人 科学技術振興機構 (Japan Science and Technology Agency (JST)) との共催で第1回情報プロフェッショナルシンポジウム（INFOPRO）を開催し、以後これが毎年の恒例行事となった。2012年には組織の法人形態を一般社団法人へ移行登記し、以降は一般社団法人 情報科学技術協会として、新たな体制のもと活動を継続している。2014年には試験制度が見直され、「検索技術者検定」として実施されることになった。

## 組織構成
会員制度：INFOSTAは幅広い層の会員で構成されており、企業など法人を対象とした維持会員（団体会員）、大学・官公庁・図書館など非営利団体を対象とした特別会員、個人を対象とした正会員、学生を対象とした準会員の区分がある。維持会員として、旭化成、アステラス製薬、富士通、日立製作所など各業界の企業の研究所・知的財産部門・情報センターが名を連ねており、特別会員には国立研究開発法人や大学図書館、専門情報機関が含まれる。このように産業界・学術界から多数の組織・個人が参加しており、2020年代においても毎年新規会員を迎えている。
役員・組織体制：協会の運営は会員による社員総会および選出された理事会によって行われる。理事会の下には専門分野ごとの委員会・部会が設置されている。刊行物事業を担う会誌編集委員会、人材育成を担う研修委員会や試験実施委員会、年次大会を企画するシンポジウム実行委員会などが活動中である。また情報分野の標準化推進のための標準化委員会、著作権課題を検討する著作権委員会等の専門委員会も置かれている。地域組織としては関西を中心とする西日本委員会があり、大阪・京都・福岡など西日本地区でのセミナーや見学会の企画・運営を担っている。

## 主な活動・事業
学術誌の刊行と出版事業：INFOSTAは学術および実務情報を提供する機関誌『情報の科学と技術』を月刊で発行している。同誌では情報科学・情報技術・情報管理に関する最新動向を毎号特集し、専門家による解説記事を掲載するほか、データベース検索や情報探索の実務に役立つ連載講座、会員による研究論文、海外論文の翻訳紹介、書評、フォーラム等が幅広く盛り込まれている。これにより会員相互の知見共有と議論の場を提供するとともに、情報学理論および応用分野の研究成果発表の場ともなっている。また協会では情報検索や情報管理のノウハウを普及させるための書籍出版も手掛けており、入門者向けから上級者向けまで検索技術の解説書や事例集を刊行している。最近では、「プロの検索テクニック」や「検索スキルをみがく」などの検索検定事業に関連した書籍や、機関誌での連載を元にした「オープンサイエンスにまつわる論点」といった書籍を監修している。
資格認定と人材育成：INFOSTAは情報検索分野の資格制度として「検索技術者検定」（旧称：データベース検索技術者認定試験）を主催する。1985年の開始以来30年以上の歴史を持つこの検定は、企業・大学・図書館等で信頼性の高い学術情報や特許情報を収集・活用できる人材を育成することを目的として創設された。検定は難易度別に1級・2級・準2級・3級があり、1級・2級では情報調査や情報提供・分析、情報マネジメントといった高度な「情報プロフェッショナル」能力を測定する。3級は情報検索の基礎リテラシーを問う内容で、上位級への入門に位置づけられている。2級・3級は誰でも受験可能で、1級は2級合格者のみが受験できる。例年の受験者数は500人規模にのぼる。協会はこの検定に向けた対策セミナーを開催したり、公式テキストを監修するなどして受験者を支援している。
セミナーの開催：会員のスキル向上と情報共有を目的に、各種の研修会やセミナーも定期的に実施している。内容は検索技術者検定のための集中講座や、データベース検索の基礎・応用講習、最新の情報技術動向に関する講演など多岐にわたる。近年では「生成AI時代における情報専門家のコミュニティ構築」「メタバースから見た生成AIのインパクト」等、AI技術の台頭を踏まえたオンラインセミナーも開催し好評を博した。また西日本委員会主催で地域の図書館・情報センターへの見学会や、他団体との合同懇話会（じょいんと懇話会）など、交流と学びの場も提供している。これらのイベントの一部は非会員にも公開されており、情報分野に関心のある一般参加者が最新知見に触れる機会ともなっている。
シンポジウム：INFOSTAの主要事業の一つが、年1回開催される情報プロフェッショナルシンポジウム（Information Professional Symposium (INFOPRO)）である。2004年に第1回が開催されて以来毎年行われており、学界・産業界の研究者や実務家が一堂に会する場となっている。シンポジウムでは会員による研究発表のほか、その時々の社会的関心が高いテーマに関する招待講演やパネルディスカッションが行われ、情報分野の最新トレンドや課題について議論が交わされる。INFOPROはJSTや外部機関との協力・協賛を得て運営されることも多く、産学官連携の色彩が強いイベントである。2023年には開催20周年を迎え、初のハイブリッド形式（現地＋オンライン）で実施されるなど、時勢に合わせた工夫がなされている。
研究・標準化活動：INFOSTAの下には会員有志による専門部会（Special Interest Group  (SIG)）やユーザーグループが組織され、特定分野の調査研究や情報交換が行われている。代表的なものとして、1970年代から続く日本オンライン情報検索ユーザー会（Online Users Group  (OUG)）があり、オンラインデータベース検索利用者が技術向上と問題点改善のために活動している。OUGでは化学、ライフサイエンス、特許など分野別の分科会が定期的に開催され、データベース提供企業への改善提言など産業界との交流も行っている。またSIGとしては「パテントドクメンテーション部会」「分類／シソーラス／Indexing部会」「ターミノロジー部会」などが活動中で、専門領域ごとの課題研究や情報共有を進めている。2013年からは新たに3i研究会（「Information」「Infrastructure」「Innovation」の頭字語）が発足し、経営に資する情報活用や分析手法について産学の専門家が議論・検証を行っている。さらに、2024年にはAI利活用研究会が発足し、AIツールを実践的に活用し、業務の効率化や高度化を図るとともに、活用の際に生じる課題や悩みを共有し、ともに解決策を探るための場を提供している。
標準化活動としては、国際標準化機構（International Organization for Standardization (ISO)）の専門委員会であるISO/TC 37（言語資源・用語）およびISO/TC 46（情報とドキュメンテーション）について、日本国内審議団体の役割を担い、学術機関や関連団体と協力して国際規格策定に参画している。知的財産権への対応も重視しており、関連機関と連携しながら学術情報流通と著作権保護のバランスに関する提言活動も行っている。

## 社会との関わり
産業界との連携：協会には多数の企業が維持会員として参加しており、製造業・製薬業・ICT企業などの社内情報部門や技術図書館がネットワークを形成している。これら企業の情報担当者は、協会が主催する研修や検定を通じて検索スキルや情報管理ノウハウを共有し、業務に役立てている。特に検索技術者検定は、社内研修の一環として社員に受験を奨励する企業も多く、職場における人材育成に寄与しているとされる。1989年に同検定が科学技術庁から認定を受けたことは、産業界における情報検索技能の重要性を社会が公的に評価した例であり、以降も多くの企業が協会活動を支援・活用することで情報産業の発展に貢献している。
学術界・研究機関との協力：INFOSTAは学会的性格も持ち、大学や専門図書館の関係者、情報学研究者が数多く関与している。特別会員として加盟する大学図書館や科学技術振興機構（JST）などとの協力関係は深く、学術情報流通に関する共同プロジェクトやイベント共催が行われている。2004年に開始された情報プロフェッショナルシンポジウム（INFOPRO）はJSTとの共催により産学の交流の場を創出した好例であり、講演や発表には大学・研究機関の専門家も多数参加している。また協会が担うISO国内審議委員会の活動では、大学教授や専門家が委員となり国際標準の審議に加わっており、日本発の知見をグローバルな規格に反映させる役割も果たしている。こうした学界との連携により、最新研究成果の実社会への展開や、教育現場での情報リテラシー教育充実にも寄与している。
一般社会への影響・普及啓発：協会は専門家だけでなく一般社会に対する情報リテラシー普及活動にも取り組んでいる。例えば、読書コミュニケーション活動「ビブリオバトル」の普及に協会として協力しており、2013年には「ビブリオバトル公式ガイドブック」を世界で初めて企画・出版した。このガイドブックの刊行はビブリオバトル普及委員会との協働で行われ、若年層や地域コミュニティにおける読書推進に一役買っている。また、協会主催のセミナーの中には非会員や学生も参加可能な公開講座が含まれており、図書館員やビジネスパーソン以外の一般の人々が最先端の情報検索テクニックやデータ活用術を学べる機会を提供している。さらに社会貢献の一環として、災害時の支援策も講じている。2023年の能登半島地震の際には、被災地域の復興支援のため協会誌『情報の科学と技術』の最新号を含む全記事を当面無料公開すると発表し、良質な情報へのアクセスを社会に開放する取り組みが報道された。このようにINFOSTAの活動は一般社会にも開かれており、情報活用の裾野拡大や社会教育にも影響を及ぼしている。
国際的な協力関係：情報科学技術協会は創立当初より国際連携にも積極的である。前身のUDC協会が1950年に国際ドクメンテーション連盟（FID）に加盟したことは、日本の情報組織化分野が戦後早期に国際社会と接点を持った象徴的出来事だった。以来、海外の動向を国内に紹介する役割を果たすとともに、各種国際会議への参加・開催も行ってきた。1979年には横浜で国際オンライン情報会議を共催し、1994年には東京でFID分類研究部会の国際セミナーを開催して海外の専門家を招致するなど、情報分野のグローバルな知見交換に貢献した。また前述のようにISO/TC 37及びTC 46の国内審議団体として世界標準の策定に携わっているほか、海外の関連団体とも情報交換を行っている。例えば米国情報科学技術協会 (The Association for Information Science and Technology (ASIS&T))や欧州の情報機関との交流事例もあり、協会役員が国際会議で発表を行うなど人的なネットワークも構築している。これら国際協力活動により、日本の情報専門家が世界の潮流を学びつつ自らの知見を発信する機会が提供されている。

## 評価と影響
日本の情報分野への貢献：情報科学技術協会は長年にわたり、日本における情報検索・情報管理分野の発展を下支えしてきたと評価される。例えば、同協会が推進したデータベース検索技術者認定制度（現・検索技術者検定）は、文献情報や特許情報の専門職育成に大きく寄与し、図書館・企業内情報部門などで数多くの有資格者が活躍している。また、機関誌『情報の科学と技術』は日本の図書館情報学・情報科学領域における主要な専門誌の一つであり、新しい概念や技術の紹介、議論の場として学術的インパクトを与えている。協会が担う標準化委員会活動によって、日本発の知見がISO国際規格や国内規格 (Japanese Industrial Standards (JIS)) に反映されてきたことも重要な貢献である。さらに、毎年実施している表彰制度（1976年創設）により、情報業務・教育・研究で顕著な功績を収めた個人や機関を顕彰しており、業界内の士気向上と技術水準の底上げに繋がっている。
産業界・学界での評価：INFOSTAは産学双方から実践的な団体として評価を受けている。産業界においては、協会認定の検定資格が情報系人材のスキル指標として定着しており、情報検索や特許調査のプロフェッショナルを示す指標の一つとなっている。また多数の大手企業が維持会員として名を連ねることは、現場で有用な知識・ネットワークを提供する団体として信頼されている証左である。学術界においても、情報学や図書館学の研究者が協会のイベントで成果を発表したり、学会誌に論文を投稿するケースが多く、実務と研究を繋ぐハブとして機能しているとの評価がある。特に図書館情報学分野では、日本図書館協会など他の団体と補完的な関係を築きながら、より技術志向・実務志向の強い活動を展開する存在として位置づけられている。
社会的意義：高度情報社会において信頼できる情報を収集・活用できる人材の育成や、情報技術の標準化は社会インフラの一部と言える。INFOSTAの活動はまさにその一翼を担っており、同協会を通じて育った情報プロフェッショナルたちが企業の研究開発や大学の研究支援、公共図書館のサービス向上など様々な現場で社会に貢献している。また、協会が一般向けに行う情報リテラシー普及や震災時の情報支援は、公共的使命を果たすものとして評価されている。総じて、情報科学技術協会は日本の情報分野の発展と情報資源の有効活用を陰で支え、産業競争力や学術研究力、そして市民の情報活用力の向上に寄与する社会的意義の大きな団体であるといえる。